# Józef Androszek
Józef Androszek (ur. ?, zm. 12 listopada 1863) – major, oficer powstania styczniowego.
Był synem chłopskim spod Kalisza. Początkowo dowodził oddziałem żandarmerii narodowej w powiecie sieradzkim. Gdy Rząd Narodowy 2 września 1863 mianował płk. Franciszka Kopernickiego naczelnikiem wojennym woj. kaliskiego postanowił on, celem ożywienia powstania, w każdym okrążku (kilka parafii) zorganizować pluton powstańczy. Wtedy to Józef Androszek został dowódcą takiego plutonu strzelców konnych w powiecie sieradzkim. W dniu 16 października 1863 mjr Androszek przebywał wraz z oddziałem w rejonie Rembowa - Nowej Wsi. O tym fakcie doniesiono Rosjanom z garnizonu sieradzkiego.
Zieliński tak opisuje losy tego oddziału: Pisanko, przybywszy do Sieradza, a dowiedziawszy się, że w okolicy Nowej Wsi znajduje się oddziałek 23 żandarmerii narodowej, wysłał tam chorążego Awrantowa, który dostawszy powstańców w zasadzkę koło Dębolska (chyba Dębołęki!) otoczył ich i zniósł do szczętu, kładąc trupem 4, a 19 biorąc do niewoli.
Prawdopodobnie wśród pojmanych był mjr Androszek, który następnie wyrokiem Audytoriatu Sądu Wojennego został skazany na karę śmierci. Wyrok wykonano 12 listopada 1863 r. przez powieszenie w Sieradzu, najprawdopodobniej na majdanie kozackim, który się znajdował na terenie zajmowanym obecnie przez skwer im. T. Kościuszki i dwie szkoły: Podstawową im. Reymonta i LO im. Kazimierza Jagiellończyka.
Mjr Józef Androszek został pochowany wraz z innymi straconymi powstańcami, na rozkaz Rosjan, obok cmentarza na niepoświęconej ziemi. Dopiero po rewolucji 1905 r. mogiłę tę można było włączyć w obręb cmentarza położonego obecnie w Sieradzu przy ul. Wojska Polskiego.

## Literatura
- Białynia Chołodecki J., Księga Pamiątkowa w czterdziestą rocznicę powstania 1863/64 r., Lwów 1904 r.,
- Zieliński S., Bitwy i potyczki 1863-64 r., Rapperswil 1913.